# Chloe Dalton
Pour les articles homonymes, voir Dalton.

b Matchs officiels uniquement.
Dernière mise à jour le 12 janvier 2024.
Chloe Dalton est une joueuse australienne de rugby à sept née le 11 juillet 1993 à Singapour. Elle a remporté avec l'équipe d'Australie le tournoi féminin des Jeux olympiques d'été de 2016 à Rio de Janeiro.

## Biographie
Amy Turner est née à Singapour de parents australiens, puis grandit à Sydney à partir de ses trois ans.
Elle fait partie de l'équipe d'équipe d'Australie de rugby à sept retenue pour disputer le tournoi féminin des Jeux olympiques d'été de 2016 à Rio de Janeiro. Elle remporte la médaille d'or avec son équipe.